# Kruchaweczka plamista
Kruchaweczka plamista (Psathyrella maculata (C.S. Parker) A.H. Sm) – gatunek grzybów należący do rodziny kruchaweczkowatych (Psathyrellaceae).

## Systematyka i nazewnictwo
Pozycja w klasyfikacji według Index Fungorum: Psathyrella, Psathyrellaceae, Agaricales, Agaricomycetidae, Agaricomycetes, Agaricomycotina, Basidiomycota, Fungi.
Polska nazwa podana za internetowym atlasem grzybów.

## Występowanie i siedlisko
Występuje najczęściej w Europie, w tym w Polsce. Gatunek podlega ochronie częściowej, do ustawowej ochrony został włączony w 2014 roku. 